# Vroege leemhoed
De vroege leemhoed (Agrocybe praecox) of geringde vroegeling is een paddenstoel uit de familie Strophariaceae. Hij komt algemeen voor in kleine bosjes, tuinen en parken, bijvoorbeeld langs paden en houtopslagplaatsen. Hij leeft op dode plantenresten, vooral dood hout (vaak op houthak). Hij vormt meestal zijn vruchtlichamen in groepen van april tot juli. In de herfst verschijnen zeer zelden vruchtlichamen.

## Kenmerken

### Uiterlijke kenmerken
Hoed
De hoed heeft een diameter van 20 tot 80 mm. Het breidt zich uit van een aanvankelijk halfronde vorm naar een uiteindelijke platte vorm en heeft vaak een umbo. Het oppervlak is glad, barst als het droog is en verandert van uiterlijk door vocht (hygrofanie): als het droog is, is het crèmekleurig tot bijna witachtig en als het nat is, is het lichtbruin, met een gelige kleur in het centrum. Aan de rand van de hoed hangen soms resten velum en deze scheurt soms als deze droog is. Jonge exemplaren zijn meestal donkerder bruin van kleur. KOH op de hoed reageert negeatief of wordt geel/oranje.
Lamellen
De lamellen zitten dicht bijeen. Ze hebben gebogen, golvende randen. Ze zijn bleek op het jonge vruchtlichaam, worden bij het rijpen van de sporen licht grijsbruin en hebben soms een paarse tint.
Steel
De steel is 5 tot 7 cm lang en 5 tot 7 mm dik. Het is in wezen cilindrisch en aan de basis verdikt en is hol of gevuld. Aan de basis van de stengel bevinden zich vaak dikke, witte strengen mycelium (rhizomorfen).
Manchet
De soort heeft een manchet, dat vliezig en witachtig is.
Vlees
Het vlees van de hoed is wit, van de steel is het bruin.. Het malse, witachtige vruchtvlees heeft, als het intact is, een geur die doet denken aan cacao en ruikt ranzig, melig of komkommerachtig als hem kneusd. Het smaakt een beetje melig en af en toe een beetje bitter.
Sporenprint
De sporenprint is bruin.

### Microscopische kenmerken
De basidia zijn 4-sporig en meten 25–30 x 7–8 µm. De sporen zijn eivormig en meten 8-12 × 5–7 micrometer. Hun kleur is grijsbruin, vaalgoud in koh en bruin Melzers reagens. Cheilocystidia schaars maar opvallend, 35-65 x 15-33 x 6,0-14 um, nauw utriform, soms spoelvormig of cilindrisch en daarna 35-55 x (16)29-35 um, zelden supkopvormig, dunwandig, met kleurloze of gelige inhoud. Pleurocystidia meten 30–60 x 10–30 µm. Pileipellis hymeniform; eindcellen 7,5–25 µm breed; knotsvormig tot peervormig; hyaliene tot geelachtig in KOH.

## Habitat
Deze saprotrofe paddenstoel groeit op boomresten, schors, zaagsel en bosafval. Hij komt voor in veengebieden, met gras begroeide bosranden, in struikgewas, open plekken en weilanden, in parken, tuinen, boomgaarden, wegranden en balkjes.

## Verspreiding
De vroege leemhoed komt voor op alle continenten behalve Antarctica. Hij ontbreekt op Australië en op veel eilanden. Hij heeft een wijdverspreide verspreiding in Noord-Amerika, Europa, Azië en Noord-Afrika. Hij is ook gemeld uit Mongolië, Siberië, Sri Lanka, Zuid-Korea, Japan, Nieuw-Zeeland, Argentinië en Colombia. De soort is algemeen in Nederland.

## Foto's

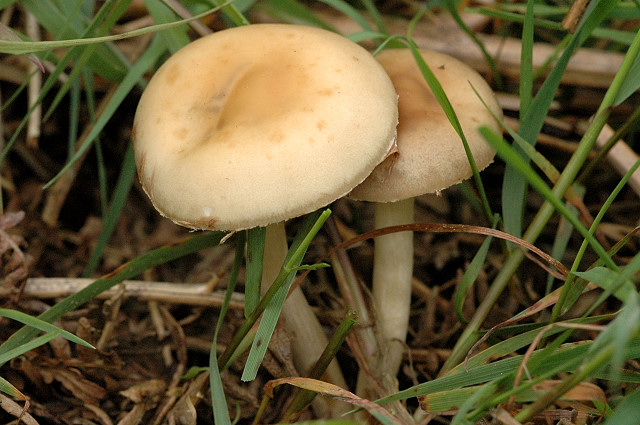
hoed
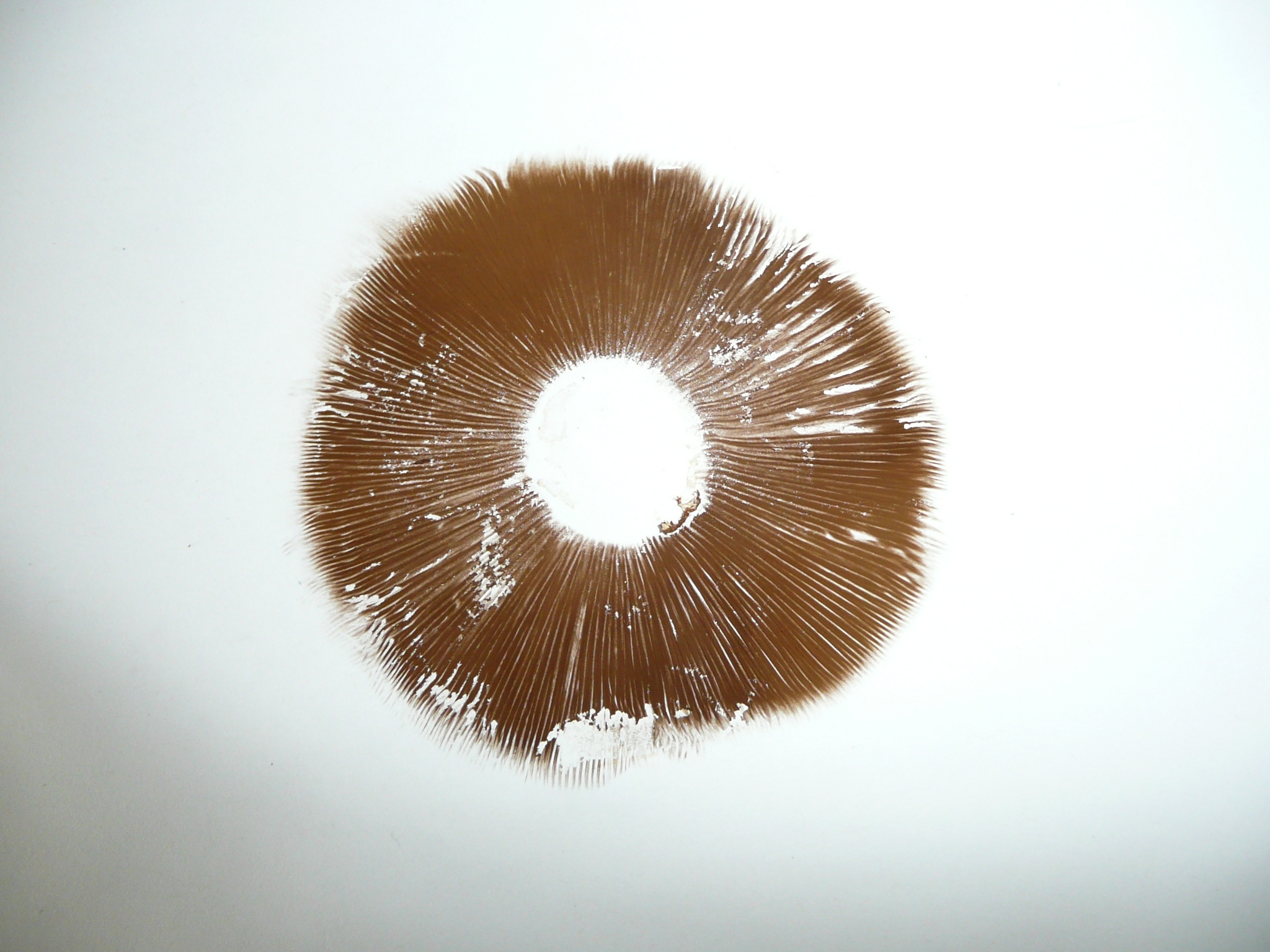
Sporenprint
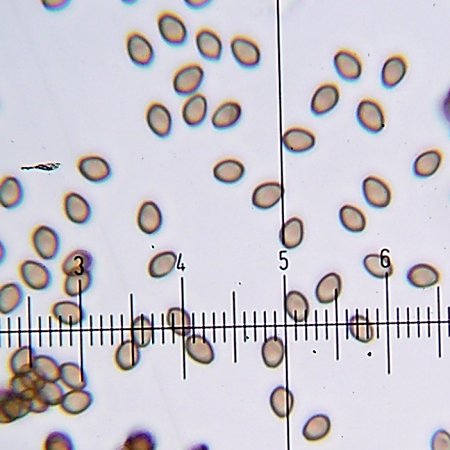
Sporen